# Adruitha Lee
Adruitha Lee é uma cabeleireira. Lee, juntamente com a maquiadora Robin Mathews, ganhou o Oscar de melhor maquiagem e penteados para o filme "Dallas Buyers Club", em 2013.